# Lựu pháo 152 mm D-20
Lựu pháo D-20 152 mm (Tiếng Nga: 152-мм пушка гаубица Д-20 обр 1955 г) là loại lựu pháo hạng nặng do Liên Xô nghiên cứu thiết kế từ năm 1947 đến năm 1949. Liên Xô bắt đầu tiến hành sản xuất từ năm 1950. NATO nhận được thông tin về nó vào năm 1955 nên họ gọi nó là pháo M-1955. Cục Tên lửa và Pháo binh thuộc Bộ quốc phòng Liên Xô (nay là Liên Bang Nga) (GRAU) đặt tên là 52-P-546. Biến thể nổi tiếng nhất của nó là Lựu pháo kiểu 66 do Trung Quốc sản xuất bất hợp pháp.

## Lịch sử

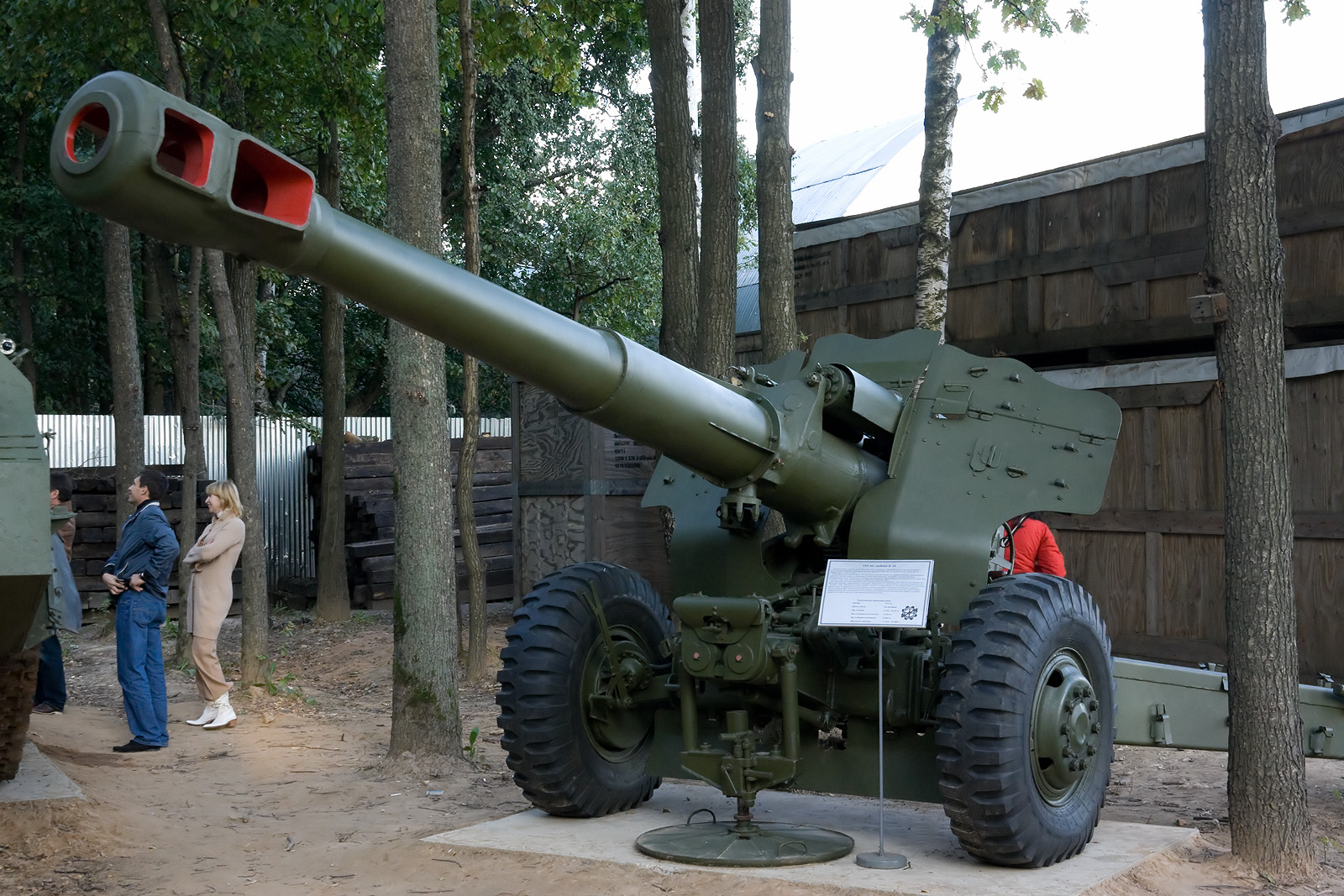
Lựu pháo nòng dài D-20

D-20 là mẫu lựu pháo đầu tiên của Liên Xô có cỡ nòng lớn cũng như tầm bắn xa của họ lúc bấy giờ. Mẫu lựu pháo cỡ lớn bắt đầu được nghĩ đến từ những khẩu pháo bức kích 152 mm của Quân đội Hoàng gia Anh mà Liên Xô nhận được từ thời thế chiến thứ hai (thông qua chương trình hỗ trợ vũ khí, đạn dược do Anh và Mỹ tiến hành để hỗ trợ Hồng Quân Liên Xô chống quân phát xít Đức). D-20 là mẫu pháo bức kích được thiết kế để thay thế đại bác ML-20 của Liên Xô cũng có cỡ nòng 152 mm dùng từ thời thế chiến thứ hai nhưng nặng nề và có uy lực kém hơn. Liên Xô xếp đại bác D-20 vào nhóm "pháo trung bình" vì sơ tốc đạn của nó vượt quá 600 m/s.
D-20 được thiết kế vào năm 1947 và xuất hiện lần đầu năm 1955. Dẫn đầu đoàn thiết kế là nhà thiết kế pháo binh nổi tiếng Fedor Fedorovich Petrov (1902-1978), ông cũng là tác giả của một số loại pháo của Liên Xô thời thế chiến thứ hai. Được chỉ định sản xuất tại Nhà máy sản xuất pháo binh số 9 tại Sverdlovsk (sau này là tại Nhà máy Motovilikha ở Yekaterinburg). Phiên bản tự hành của D-20 là pháo tự hành 2S3 Akatsiya. Nó trở thành pháo 152mm chính yếu của Hồng quân Liên Xô và Khối Hiệp ước Warsaw. Nó được biên chế thành pháo cấp chiến dịch và tăng cường cho các đơn vị bộ binh cấp trung đoàn, các lữ đoàn bộ binh tăng - thiết giáp hỗn hợp.

## Đặc điểm và hoạt động
Pháo 152mm D-20 khá nặng nề và khó cơ động trên trận địa, nhưng bù lại cho khuyết điểm đó là tầm bắn của nó có thể đạt tới 17,4 km. Pháo D-20 sử dụng chung 1 khung với loại pháo mặt đất nòng dài D-74, được tăng cường 2 bánh xe nhỏ sau chân giá đỡ để có thể di chuyển cơ động hơn và xoay ngang súng dễ dàng hơn. Súng cũng có 1 khiên bảo vệ cho tổ pháo. Nòng pháo ngắn hơn D-74, đường kính lớn hơn, cỡ nòng 152mm và có 1 đầu giảm giật (muzzle brake) 2 lỗ thoát khí thuốc liều phóng. Khi bắn, nòng pháo phóng ra lửa theo đạn như súng phun lửa do sơ tốc đạn nhanh và âm thanh rất đinh tai. Pháo D-20 cũng có hệ thống hãm giật 2 xi-lanh phía trên nòng pháo như D-74 và cả hai loại pháo này đều sử dụng khoá nòng xoắn bắn tự động. Pháo được trang bị hệ thống ngắm khi bắn định hướng (bắn thẳng) cả ban ngày lẫn ban đêm cung cấp cho pháo khả năng chống xe tăng đáng kể.
Pháo bắn đạn FRAG-HE, OF-540 với tốc độ bắn có thể đạt tới 5 - 6 phát 1 phút, 1 tiếng có thể bắn tới 65 phát. Pháo có thể kéo bằng xe bọc thép hay xe tải hạng nặng. D-20 được Trung Quốc chế tạo bất hợp pháp với cái tên Type 66 và viện trợ cho các nước khác.

## Biến thể

### Liên Bang Nga
- Lựu pháo Khitin phiên bản nâng cấp của D-20 với tốc độ bắn nhanh hơn khoảng 7-8 phát/phút.

### Cộng hòa Nhân dân Trung Hoa
- Lựu pháo kiểu 66 Phiên bản sao chép bất hợp pháp D-20 năm 1966
- Pháo tự hành kiểu 83 Phiên bản sao chép bất hợp pháp 2S3 Akatsiya năm 1988.

### România
- A411 Phiên bản đơn giản hóa của D-20. Trong Quân đội Romania nó có tên là Lựu pháo M1981 152 mm.
- A412 Phiên bản sao chép có giấy phép từ khẩu Lựu pháo kiểu 59 của Trung Quốc nhưng dùng hệ thống kéo của D-20. Trong Quân đội Romania nó có tên là Lựu pháo M1982 130 mm.
- A425 Phiên bản sao chép lựu pháo 2A65 152 mm. Hệ thống này được xuất khẩu với tên là  Model 1984.

### Nam Tư
- M84 NORA-A và M96 NORA-B Phiên bản pháo tự hành sử dụng xe kéo NORA của Nam Tư.

### Cộng hòa Dân chủ Nhân dân Triều Tiên
- M1974 152mm Phiên bản sao chép Lựu pháo kiểu 66 của Trung Quốc với cái tên "Tokchon".

## Quốc gia sử dụng

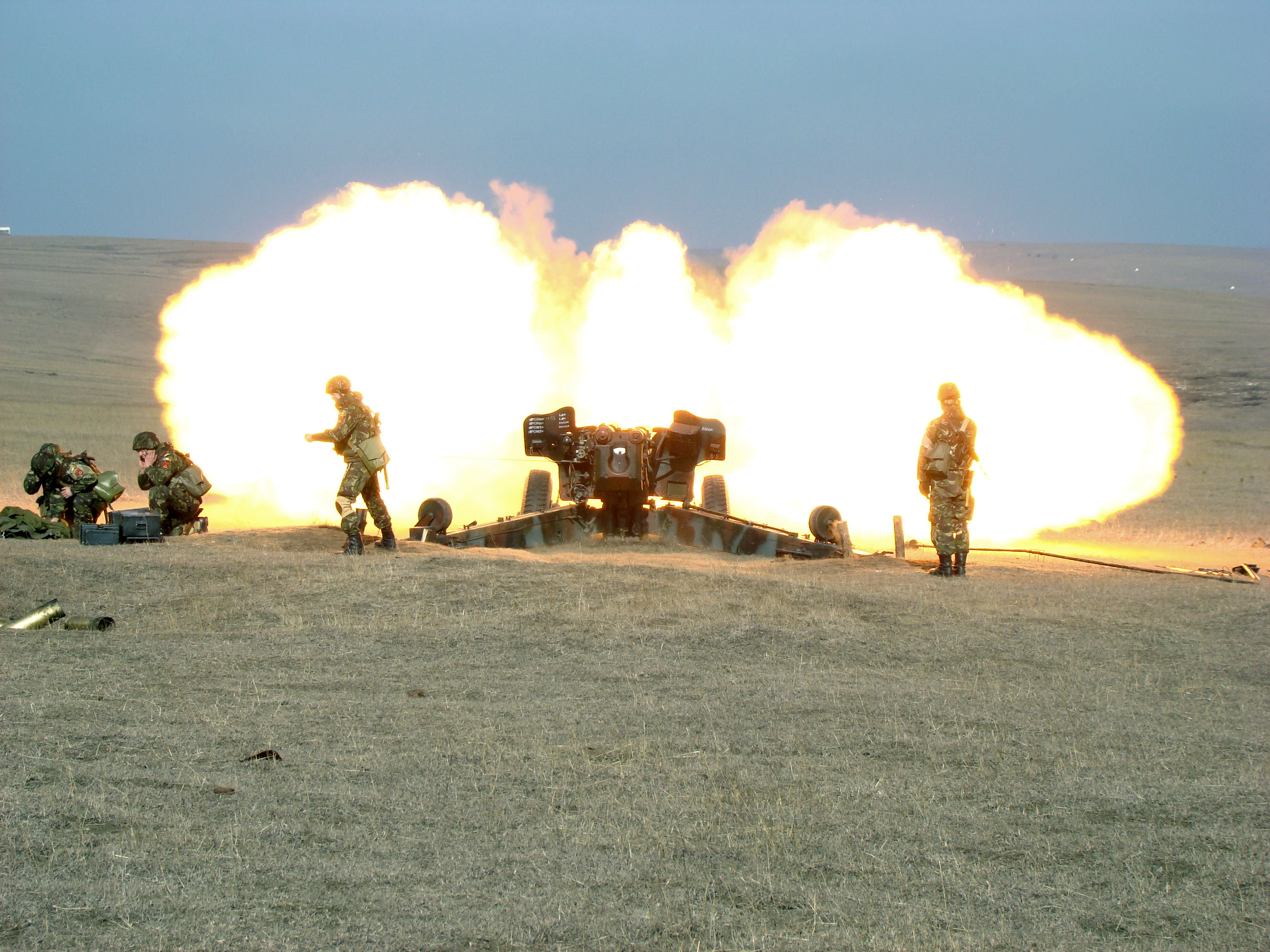
D-20 đang bắn

### Hiện tại
- Nga
- Cộng hòa Tự trị Krym
- Albania - Lựu pháo kiểu 66
- Angola
- Armenia
- Azerbaijan
- Belarus
- Bulgaria
- Georgia
- Trung Quốc - Lựu pháo kiểu 66
- Pakistan
- Campuchia
- Congo
- Croatia - Pháo M84 NORA-A.
- Ai Cập
- Phần Lan
- Hungary
- Iran
- Iraq Lựu pháo kiểu 66
- Kazakhstan
- Myanmar
- CHDCND Triều Tiên
- Moldova
- Nicaragua
- Nigeria
- Ba Lan
- Israel
- Jordan
- Serbia - M84 NORA-A.
- Sri Lanka - Lựu pháo kiểu 66
- Syria
- Thổ Nhĩ Kỳ
- Turkmenistan
- Ukraina
- Uzbekistan
- Yemen
- Angola
- Cuba
- Lào
- Việt Nam

### Các quốc gia từng sử dụng
- Đông Đức - Chuyển giao cho Cộng hòa Liên bang Đức
- Liên Xô - Chuyển giao cho các quốc gia Xã hội Chủ nghĩa kế tục
- Nam Tư - M84 NORA-A, chuyển giao cho các quốc gia kế tục

## Các cuộc chiến đã tham gia
Các cuộc chiến mà D-20 đã tham gia bao gồm:
- Chiến tranh Việt Nam
- Chiến tranh biên giới Việt-Trung
- Chiến tranh Afghanistan (1978–1992)
- Chiến tranh Yom Kippur
- Chiến tranh Iran-Iraq
- Chiến tranh vùng Vịnh
- Xung đột biên giới Trung-Xô
- Chiến tranh Sáu ngày
- Chiến tranh Ấn Độ - Pakistan
- Chiến tranh Trung-Ấn

## Thông số kỹ thuật cơ bản

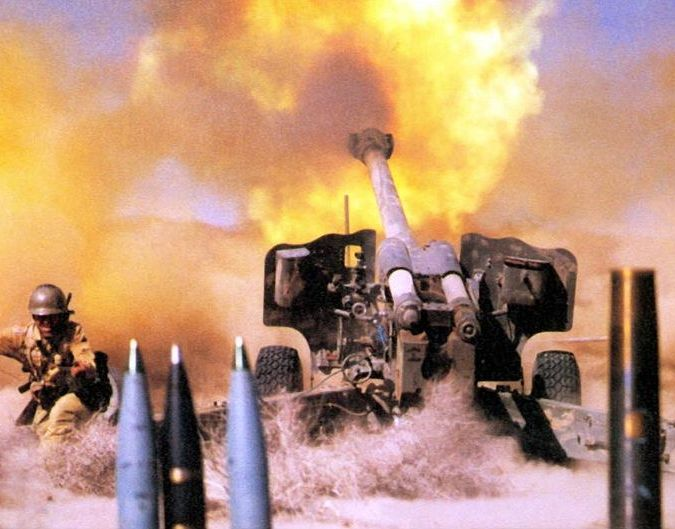
Lựu pháo D-20 của Iran đang bắn

- Loại: Lựu pháo nòng dài hạng nặng (hay Pháo bức kích)
- Nước SX: Liên Xô, Trung Quốc
- Nặng: 5,7 tấn
- Dài nòng: 5.195 m
- Cỡ nòng: 152mm
- Tổ pháo: 8 người
- Góc bắn: Từ-5° tới 63°
- Tốc độ bắn: tối đa từ 5 tới 6 phát/ 1 phút
- Sơ tốc đạn:650 m/s
- Tầm bắn hiệu quả: 17,4 km
- Tầm bắn tối đa: 24 km.